# Ferenc Palánki
Ferenc Palánki (ur. 11 marca 1964 w Balassagyarmat) – węgierski duchowny katolicki, biskup diecezji Debreczyn–Nyíregyháza od 2015.

## Życiorys
Święcenia kapłańskie przyjął 18 czerwca 1994 i został inkardynowany do diecezji Vác. Po święceniach pracował jako wikariusz w rodzinnym mieście, a następnie obejmował probostwa w Dorogháza i Püspökszilágy. W 2005 został ojcem duchownym części propedeutycznej diecezjalnego seminarium.
27 grudnia 2010 papież Benedykt XVI mianował go biskupem pomocniczym Eger i biskupem tytularnym Fidoloma. Sakrę otrzymał 26 lutego 2011 z rąk kardynała metropolity ostrzyhomsko-budapeszteńskiego Pétera Erdő, któremu towarzyszyli były nuncjusz apostolski na Węgrzech arcybiskup Juliusz Janusz oraz arcybiskup metropolita Eger Csaba Ternyák.
21 września 2015 papież Franciszek mianował go biskupem ordynariuszem diecezji Debreczyn–Nyíregyháza. Ingres odbył się 14 listopada 2015.